# Phyllanthus fluminis-sabi
Phyllanthus fluminis-sabi là một loài thực vật có hoa trong họ Diệp hạ châu. Loài này được Radcl.-Sm. miêu tả khoa học đầu tiên năm 1996.